# Meme River
Der Meme (englisch: Meme River) ist ein Fluss in der Region Sud-Ouest im südwestlichen Kamerun.

## Geografie
Er wird im nach dem Fluss benannten Département Meme an der Nordflanke des Kamerunbergs aus dem Zusammenfluss mehrerer Bäche gebildet. In der Folge führt sein Lauf grob in südwestliche Richtung und entwässert in die Bucht von Bonny des Atlantiks. Der Fluss bildet hierbei an seiner Mündung den äußersten östlichen Arm des Rio-del-Rey-Ästuars, wobei der Meme mit dem westlich gelegenen Andokat (auch Andonkat River) eine Landzunge, die Pelikan-Halbinsel (englisch: Pelican Peninsula), bildet.